# Cora Schumacher
Cora Schumacher (Langenfeld; 26 de diciembre de 1976), nacida como Cora-Caroline Brinkmann, es una actriz, modelo, piloto de automovilismo y presentadora de televisión alemana. Ha aparecido en programas de televisión alemanes como Top of the Pops, Marienhof, Let's Dance y Alarm für Cobra 11 – Die Autobahnpolizei , y apareció en la portada de las revistas GQ, Maxim y Playboy. Durante su carrera automovilística, Schumacher compitió en Mini Challenge Deutschland, la Supercopa Seat LEON, las 24 Horas de Dubái tres veces, la GT4 European Series Northern Cup y la GT4 Central European Cup.

## Biografía
Cora Brinkmann nació el 27 de diciembre de 1976 en Langenfeld, Renania. Es hija del dueño de la gasolinera Gerd Brinkmann y su esposa Ingrid. Después de que Schumacher se graduara de la escuela secundaria, estudió como especialista en comunicaciones y también trabajó como modelo. Vivió en la capital alemana de Berlín por un corto período de tiempo en el año 2000, donde trabajó como representante de ventas de la empresa de ropa al por menor Diesel. En mayo de 2001, se publicaron en la prensa sensacionalista alemana fotografías de desnudos de Schumacher que fueron tomadas por Jens Brüggemann para un libro inédito. Más tarde apareció en la portada de la edición alemana de GQ en su edición de octubre de 2003.
Schumacher comenzó su carrera deportiva al participar en Mini Challenge Deutschland en 2004. Completó sus dos primeras carreras en las posiciones 22 y 18. Después de las rondas, Schumacher se retiró temporalmente de las pistas para cuidar a su esposo Ralf Schumacher, quien sufrió dos fracturas en las vértebras torácicas en un grave accidente en el Gran Premio de los Estados Unidos de 2004. Regresó a la cabina poco después, terminando la temporada en el puesto 27 en la clasificación de puntos. Schumacher continuó completando en el Mini Challenge Deutschland en 2005; su desempeño disminuyó, terminando 34.º en el Campeonato de Pilotos. Ese mismo año, fue coanfitriona de la serie de televisión Top of the Pops , y apareció en la edición alemana de Maxim en septiembre.
Para la temporada 2006, Schumacher pasó a participar en la Supercopa Seat LEON. Según los medios alemanes, el contrato que firmó para competir en el campeonato la convirtió en la cuarta piloto mejor pagada del país. Debido a una periostitis en la espalda que hacía que Schumacher sintiera dolor al frenar, se vio limitada a dos carreras, y su automóvil lo conducía la presentadora de televisión Christina Surer. En 2006, fue la dobladora de voz en alemán de los personajes «Mia» y «Tia» en la película animada Cars.
Pasó los siguientes cuatro años fuera de las carreras automovilísticas competitivas. Schumacher realizó trabajos televisivos para el Deutsche Tourenwagen Masters, e interpretó a la piloto de rally Carina Schuster en tres episodios de la telenovela de Das Erste Marienhof en abril de 2009. Regresó al automovilismo cuando se unió al equipo Lechner Racing School para la segunda mitad de la serie Mini Challenge Deutschland en 2010. Schumacher hizo una prueba en Hockenheimring para volver a familiarizarse con la conducción. En 2011, continuó compitiendo en el Mini Challenge, esta vez con el equipo Piro Sports después de que el piloto Franjo Kovac la contactara, terminando en el puesto 14, el más alto de su carrera, en la clasificación final del Campeonato de Pilotos. Ese año, hizo su debut en carreras de resistencia, junto con Kovac, Martin Tschornia, Rainald Mattes y Christian Leutheuser en un BMW Mini Cooper S número 35 inscrito por Besaplast Racing Team 2, terminando segunda en la clase A2 y 30.ª en la general.
Schumacher comenzó la temporada 2012 compitiendo en las 24 Horas de Dubái, de nuevo con Bestaplast Racing Team. Junto a Kovac, Tschornia, Fredrik Lestrup y Reinhard Nehls en un BMW Mini, el quinteto ganó la categoría A2. En marzo, fue invitada a probar un Chevrolet Camaro GT3 en representación de YACO Racing para el trabajo de desarrollo de ADAC GT Masters en el circuito Paul Ricard. Schumacher pasó al Mini Trofeo del año, terminando con 85 puntos y un puesto final de 15 en el Campeonato de Pilotos. A finales de marzo de 2014, después de un tiempo sin competir, probó un Mercedes-Benz SLS AMG GT3 de Seyffarth Motorsport en Hockenheimring.
Schumacher fue una de las catorce celebridades anunciadas para participar en la octava temporada de la competencia de baile Let's Dance en marzo de 2015. Se asoció con el coreógrafo profesional Erich Klann; la pareja fue eliminada en la segunda semana de la competencia. Schumacher apareció en la edición alemana de la revista Playboy en junio de 2015. Participó en las tres carreras de Deutscher Tourenwagen Cup, manejando un Mini Cooper para Caisley AEG ID en la categoría Production 1, y logrando tres podios para un sexto lugar en la clasificación final del campeonato. En octubre de 2016, tuvo un cameo como la enfermera Susi Tanne en la serie policial de RTL Alarm für Cobra 11 - Die Autobahnpolizei.
Debía competir en las 24 Horas de Dubái hasta que se retiró debido a una ruptura del tendón del bíceps que sufrió en octubre de 2016. Sin embargo, Schumacher se recuperó para participar en cuatro rondas de GT4 European Series Northen Cup, compartiendo un Porsche Cayman GT4 Clubsport MR inscrito por Besagroup Racing Team con Franjo Kovac en la clase AM Cup. Terminó la temporada 13 en el Campeonato de Pilotos de su clase con 46 puntos. Schumacher permaneció en el equipo Besagroup para la temporada 2018. Compartió un Mercedes-AMG GT R SP-X con Kovac, Roland Asch, Sebastian Asch y Fidel Leib en Dubái, terminando cuarta en la categoría GT4 y 33 en la general. Durante dos rondas de la Copa de Europa Central de GT4, anotó 34 puntos y terminó décima en el campeonato de la clase AM.
El 17 de agosto de 2018, Schumacher fue confirmada como concursante de la sexta temporada del programa de telerrealidad Promi Big Brother. El público votó para desalojarla de la casa diez días después. Schumacher fue la principal participante en el programa televisivo de citas Cora's House of Love en 2020 en el que repasa las cualidades de diez hombres y cuál cree que sería más adecuada.

## Personalidad y vida personal
Schumacher se ha descrito a sí misma como una persona tranquila en público, y se mostró reticente hacia la prensa en sus primeros años. Del 5 de octubre de 2001 al 18 de febrero de 2015, estuvo casada con el expiloto de Fórmula 1 Ralf Schumacher, hermano menor del siete veces campeón mundial de F1 Michael Schumacher. Tienen un hijo, David, también piloto de carreras.

## Filmografía
- Marienhof (2009)[12]
- Let's Dance (2015)[20]
- Alarm für Cobra 11 – Die Autobahnpolizei (2016)[23]
- Promi Big Brother (2018)[28]